# 雪拉克
雪拉克（法語：Cieurac，法語發音：[sjœʁak]）是法国洛特省的一个市镇，属于卡奥尔区。

## 地理
雪拉克（44°22'4"N, 1°30'29"E）面积18.7 平方千米，位于法国奧克西塔尼大區洛特省，该省份为法国西南部内陆省份，北起顺时针与科雷兹省、康塔爾省、阿韦龙省、塔恩-加龙省、洛特-加龍省和多尔多涅省接壤。
与雪拉克接壤的市镇（或旧市镇、城区）包括：弗洛雅克-普若勒、丰塔讷、拉比尔加德、拉尔邦克、勒蒙塔。

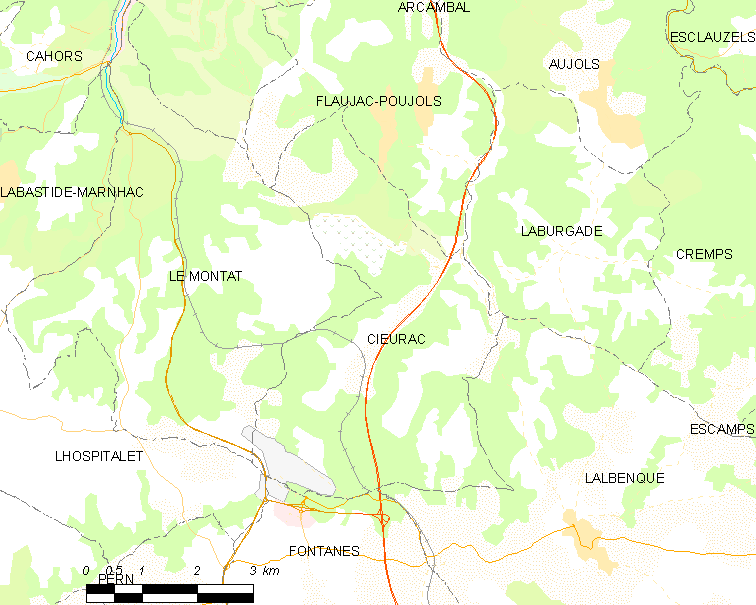
雪拉克的OSM定位图

雪拉克的时区为UTC+01:00、UTC+02:00（夏令时）。

## 行政
雪拉克的邮政编码为46230，INSEE市镇编码为46070。

## 政治
雪拉克所属的省级选区为卡奥尔第三县。

## 人口

1962-2008年间雪拉克人口变化图示

雪拉克于2022年1月1日时的人口数量为647人。